# پرنیا کاظمی‌پور
پرنیا کاظمی‌پور (زاده ۱۹۷۶) کارگردان ایرانی است. او برای فیلم بروا برندهٔ پروانهٔ زرین بهترین کارگردانی در سی و یکمین جشنواره بین‌المللی فیلم کودکان و نوجوانان شد.